# Испания на «Евровидении-1962»
Испания приняла участие в Евровидении 1962, проходившем в Люксембурге, Люксембург. Её представил Виктор Балагер с песней «Llámame», выступившая под номером 3. В этом году страна последнее место, впервые за историю Евровидения получив 0 очков. Комментатором конкурса от Испании в этом году стал Федерико Галло, а глашатаем — Диего Рамирес Пастор.

## Национальный отбор

### Полуфинал[1]
| Номер | Артист         | Песня                 | Место |
| ----- | -------------- | --------------------- | ----- |
| 1     |                | «El Sol»              | —     |
| 2     | Duo Juvens     | «Que Llueva»          | Финал |
| 3     | Mireya Xapelli | «Phss Phss A Ti»      | —     |
| 4     |                | «Esto De Nosotros»    | —     |
| 5     | Виктор Балагер | «Grandioso»           | Финал |
| 6     | Tonio Areta    | «Un Viejo Paraguas»   | Финал |
| 7     | Lita Torelló   | «Después De Aquello»  | Финал |
| 8     |                | «Si, Existe El Amor»  | —     |
| 9     | Jorge Miranda  | «Gitanilla»           | Финал |
| 10    | José Guardiola | «Recuerdo»            | Финал |
| 11    | José Guardiola | «Nostalgia»           | Финал |
| 12    | Tonio Areta    | «Canto De Un Fracaso» | Финал |
| 13    | Raphael        | «Perdona Otelo»       | Финал |
| 14    |                | «Júpiter»             | —     |
| 15    | Виктор Балагер | «Llámame»             | Финал |
| 16    | Gelu           | «Rastro De Ti»        | Финал |

Испанский полуфинал состоялся 5 февраля 1962 года на радио Nacional. В полуфинале приняло участие 16 песен, и лишь 10 из них прошли в финал. На данный момент лишь известны названия песен и имена исполнителей, кто конкретно исполнил какие композиции, не известно. Так, помимо артистов, перечисленных в таблице, приняли участие ещё Franciska, Jorge Ribé, José Casas, а Jorge Miranda исполнил ещё одну песню.

### Финал[6]
| Номер | Артист         | Песня                 | Место |
| ----- | -------------- | --------------------- | ----- |
| 1     | Duo Juvens     | «Que Llueva»          | —     |
| 2     | Виктор Балагер | «Grandioso»           | 3-е   |
| 3     | Tonio Areta    | «Un Viejo Paraguas»   | 2-е   |
| 4     | Lita Torelló   | «Después De Aquello»  | —     |
| 5     | José Guardiola | «Recuerdo»            | —     |
| 6     | José Guardiola | «Nostalgia»           | —     |
| 7     | Tonio Areta    | «Canto De Un Fracaso» | —     |
| 8     | Raphael        | «Perdona Otelo»       | 4-е   |
| 9     | Виктор Балагер | «Llámame»             | 1-е   |
| 10    | Gelu           | «Rastro De Ti»        | —     |

Финал национального отбора состоялся в RNE Studios в Барселоне. В роли радиоведущего выступил Федерико Галло. Голосование проходило десятью региональными радиостанциями. Победителем стал Виктор Балагер, который уже участвовал в финале национального отбора в прошлом году.

## Страны, отдавшие баллы Испании
Каждый член жюри мог распределить 6 очков: 3 — лучшей песне, 2 — второй и 1 — третьей. Песня с наибольшим количеством очков получала 3 очка, со вторым результатом — 2 очка, с третьим — одно очко: это считалось окончательным голосом и объявлялось как часть «Голоса Европейского жюри».
Впервые за историю конкурса «Евровидение» Испания, наряду с Австрией, Бельгией и Нидерландами, не получили ни одного балла.

## Страны, получившие баллы от Испании
| 3 балла | Люксембург     |
| 2 балла | Франция        |
| 1 балл  | Великобритания |